# Ayla
Ayla är ett turkiskt och judiskt kvinnonamn. På turkiska syftar namnet på den ljusring som finns runt månen vid fullmåne och betyder 'månsken'.[källa behövs] Som judiskt namn är Ayla en transkriptionsvariant av Elah, som betyder ek.
Den 31 december 2014 fanns det totalt 423 kvinnor folkbokförda i Sverige med namnet Ayla, varav 334 bar det som tilltalsnamn.
Namnsdag: saknas

## Personer med namnet Ayla
- Ayla Kabaca, svensk barnprogramledare, allsångsledare och musikalskådespelare
- Ayla Shatz (artistnamn Ayla), artist och musikproducent

## Fiktiva
- Ayla i Grottbjörnens folk